# Federico Bergara
Federico Bergara, vollständiger Name Raúl Federico Bergara Pintos, (* 29. Dezember 1971 in Montevideo) ist ein ehemaliger uruguayischer Fußballspieler.

## Karriere

### Vereine
Der 1,74 Meter große Defensivakteur Bergara gehörte zu Beginn seiner Karriere 1989 der Mannschaft der Rampla Juniors an. Sodann spielte er von 1990 bis Ende 1997 für den Racing Club de Montevideo. Während der Saison 1997 kam er dort in 21 Spielen der Primera División zum Einsatz und schoss drei Tore. In den Jahren 1998 bis 2000 war er für Nacional Montevideo aktiv. In diesem Zeitraum gewannen die „Bolsos“ in den Jahren 1998 und 2000 jeweils die uruguayische Meisterschaft. Bergara bestritt dabei saisonübergreifend 70 Partien in der höchsten uruguayischen Spielklasse und erzielte einen Treffer. Von 2001 bis Ende 2002 war Estudiantes de La Plata sein Arbeitgeber. Bei den Argentiniern lief er in 28 Erstligaspielen (kein Tor) auf.

### Nationalmannschaft
Bergara debütierte am 17. Juni 1999 beim 2:3-Auswärtssieg im Freundschaftsländerspiel gegen die paraguayische Auswahl in der uruguayischen A-Nationalmannschaft, als er von Trainer Víctor Púa in die Startaufstellung beordert wurde. Sodann gehörte er dem uruguayischen Aufgebot bei der Copa América 1999 an und kam im Verlauf des Turniers, das Uruguay nach einer Finalniederlage gegen Brasilien als Vize-Südamerikameister beendete, in sechs Partien zum Einsatz. Sein achter und gleichzeitig letzter Länderspieleinsatz datiert vom 17. November 1999, als er bei der 0:1-Heimniederlage gegen Paraguay vom inzwischen verantwortlichen Nationaltrainer Daniel Passarella noch einmal berücksichtigt wurde. Ein Länderspieltor gelang ihm nicht.

### Erfolge
- Vize-Südamerikameister: 1999
- Uruguayischer Meister: 1998, 2000